# Lifford
Lifford (en irlandais : Leifear) est une ville irlandaise, chef-lieu du comté de Donegal.
Lors du recensement de 2011, il y avait 1 658 habitants dans la ville et 3 681 dans l'agglomération.